# Lars Lallerstedt
Lars Lallerstedt, född 5 juni 1938 i Stockholm, är en svensk formgivare och industridesigner. Han är sonson till professor Erik Lallerstedt, son till arkitekt Lars-Erik Lallerstedt och bror till kocken Erik Lallerstedt. Lallerstedt är en av de svenska pionjärerna inom industridesign.
Lallerstedt studerade vid Konstfack 1959–1963 och vid Pratt Institute i New York 1965–1966. Han var en av dem som byggde upp utbildningen i industridesign vid Konstfack, där han var lärare från 1976, och var den förste professorn i industridesign i Sverige åren 1986–1992. År 1999–2003 var han rektor för Konstfack.
Lallerstedt har varit verksam inom en rad områden, bland annat designkoncept för ladugårdsanläggningar för Alfa Laval från 1984, medicinsk apparatur, hushållsprodukter, hifi-system, telefoner, radio- och telekommunikationsutrustning och öppna spisar. Han anlitades av Sonab 1969–1974 och gjorde minimalistiska högtalare och förstärkare med stilbildande apparatkaraktär. 
Lallerstedt är engagerad i Stockholm School of Entrepreneurship, ett samarbetsorgan mellan olika utbildningar i Stockholm. Han har bland annat formgivit utställningarna Design: Stockholm vid Stockholms Stadsmuseum och världens största designarkiv, skapat av Centrum för Näringslivshistoria och Svensk Form.